# Ren Zhengfei
Ren Zhengfei, (任正非), (Anshun, 25 d'octubre de 1944) és un empresari xinès, fundador i president d'Huawei Technologies Co. Ltd (华为技术有限公司), amb casa matriu a Shenzhen. La revista Forbes va llistar a Ren en la posició núm. 190 de les persones més riques de la Xina, amb actius privats d'aproximadament 2800 milions de dòlars.

## Biografia
L'avi de Ren, era de la província de Jiangsu (江苏) i era un expert xef especialista a curar pernil en el seu veïnat de la província de Zhejiang (浙江). El seu pare (任摩逊) no va poder acabar la universitat pel fet que l'avi de Ren va morir un any abans del seu pare graduar-se. Durant l'ocupació japonesa, el seu pare va emigrar al sud, província de Cantó (广州) a treballar a la fàbrica d'armes del Partit Nacionalista Xinès com a empleat comptable. Ren era el gran de set germans i la seva mare era professora a l'escola secundària local.
Després de completar l'escola secundària, Ren va concórrer a la Universitat de Chongqing, per a després unir-se a l'Institut de Recerques Militars com a tecnòleg militar. Ren Zhengfei és un exoficial de l'Exèrcit Popular d'Alliberament. A causa de l'alta condició social dels seus pares, no li va ser possible ingressar al Partit Comunista de la Xina, per més que hagués fet carrera militar. Durant aquest temps, Ren va ser responsable d'un gran nombre d'assoliments tecnològics que van ser reconeguts a diversos nivells. Per aquesta raó Ren va ser seleccionat pel PLA per a participar de la Conferència Nacional de Ciència en 1978 com a delegat.
Es va unir al Partit Comunista de la Xina el 1978 i és membre del XII Congrés Nacional del Partit Comunista de la Xina. A més de les seves altres activitats, Ren és responsable pel desenvolupament de programes de cooperació a les regions de l'interior de la Xina.
El 1982, Ren va ser forçat a deixar les forces armades després d'una gran reducció de personal que va impactar en 500 000 persones en servei. En convertir-se en civil, Ren es va mudar a la província de Shenzhen per a treballar en el negoci de l'electrònica.

## Huawei Technologies
El 1987, Ren va fundar Huawei Technologies Co. Ltd, una companyia especialitzada en el desenvolupament, producció i vendes d'equipament per a telecomunicacions com el seu president. La companyia, ara com ara, és un actor clau en la indústria de les Telecomunicacions.
El 2004, Ren Zhengfei va ser seleccionat per la revista Empresaris de la Xina entre els 25 empresaris més influents del país. La revista Time va incloure a Ren Zhengfei en la seva llista de les 100 persones més influents del 2005.